# Martin-Luther-Kirche (Moordorf)

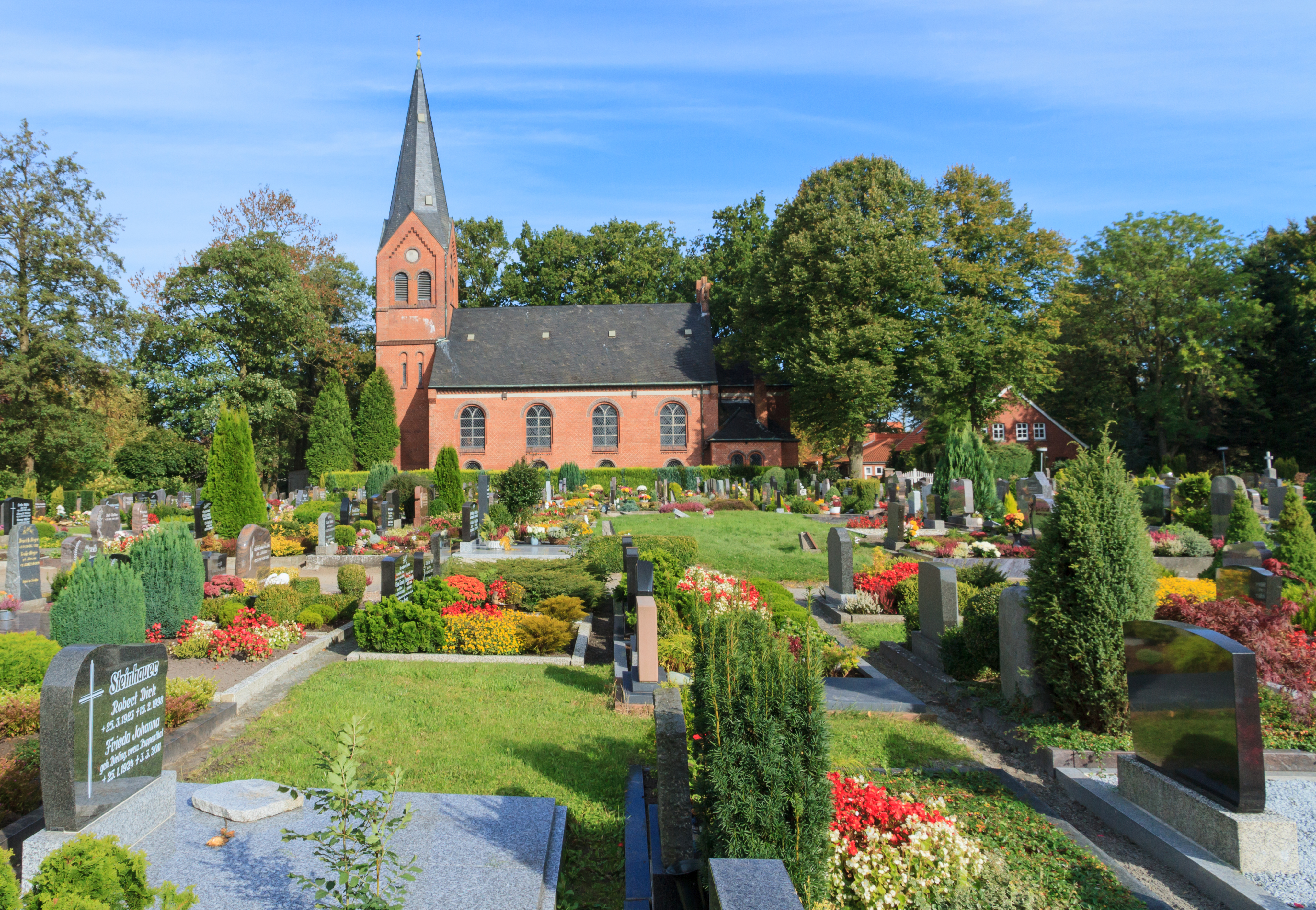
Martin-Luther-Kirche

Die evangelisch-lutherische Martin-Luther-Kirche in Moordorf, einem Ortsteil der Gemeinde Südbrookmerland im zentralen Ostfriesland wurde Ende des 19. Jahrhunderts im neuromanischen Stil erbaut.

## Geschichte

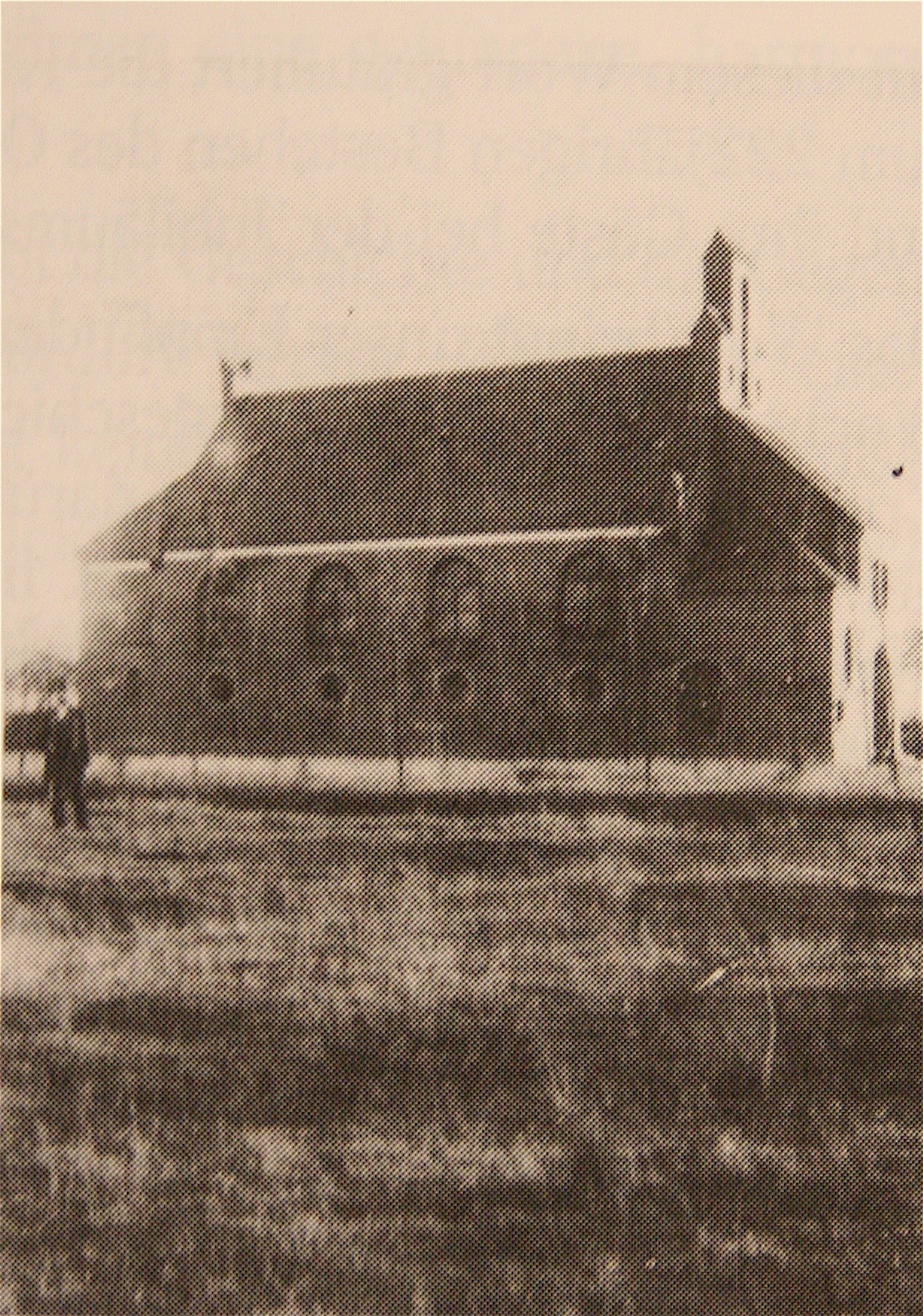
Die Moordorfer Kirche vor 1908 – noch ohne Turm

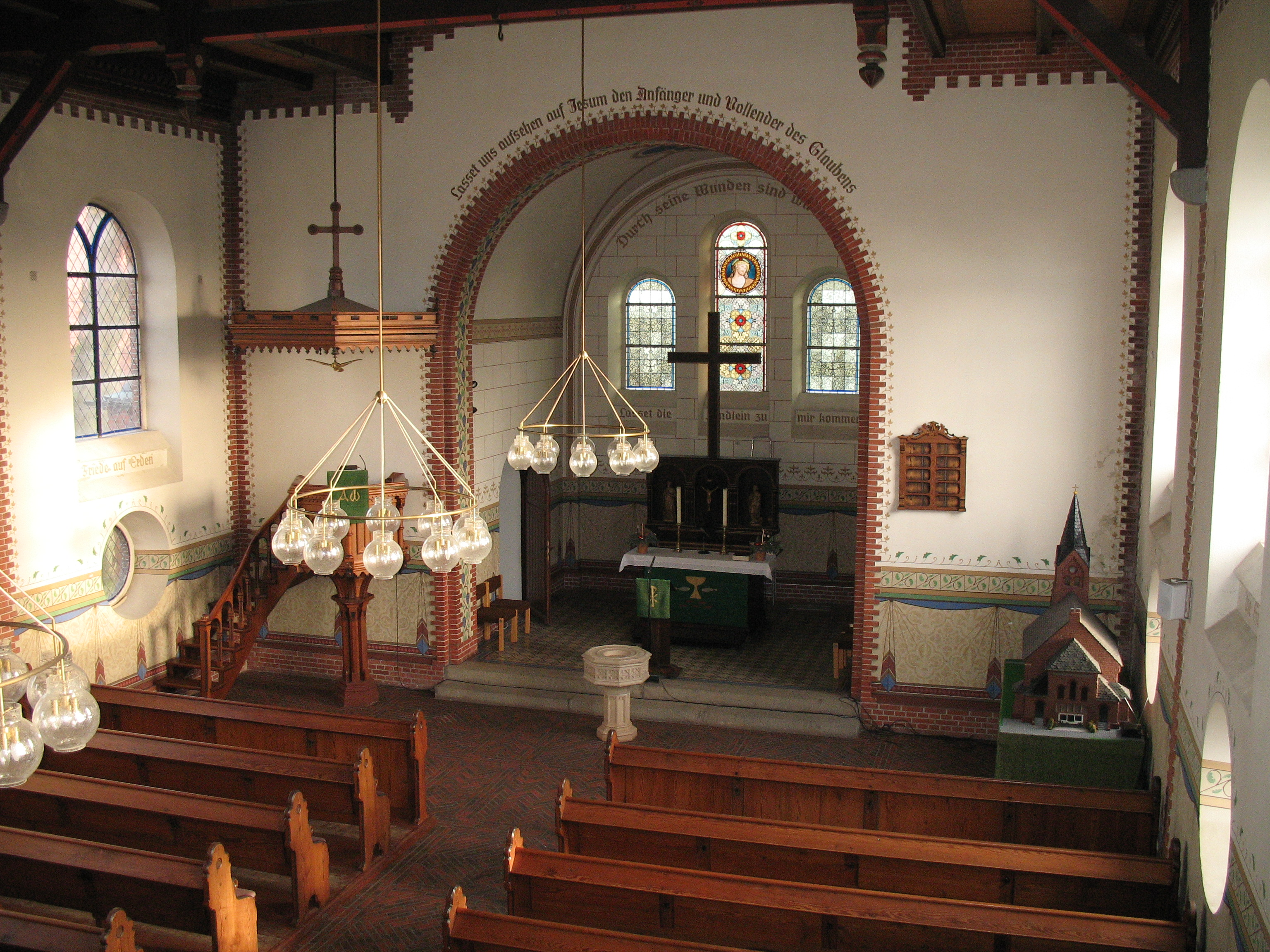
Inneneinrichtung

Die Moorkolonie Moordorf entstand infolge des Urbarmachungsedikts König Friedrich II., in dessen Herrschaft Ostfriesland 1744 übergegangen war. Im Jahre 1767 ließen sich die ersten Siedler in dem Ort nieder. Sie waren der Kirchengemeinde Victorbur angegliedert, was dort auf erheblichen Widerspruch traf. Die Einwohner von Moordorf galten als arm und die Victorburer fürchteten einen Kollaps der Armenkasse, so dass sich die Beschwerden über diesen Zustand häuften.
Im Jahre 1776 wurde auf den Ländereien der neu eingerichteten Schule in Moordorf ein eigener Friedhof angelegt. Die Gemeinde Moordorf blieb Filiale der Victorburer Kirchengemeinde, bis das Landeskonsistorium sie im Jahre 1886 zu einer selbständigen evangelisch-lutherischen Kirchengemeinde erklärte. Daraufhin begannen Planungen für den Bau einer Kirche, der durch ein großzügiges Gnadengeschenk des Kaisers in Höhe von 18.000 Mark gesichert war. Damit war fast die Hälfte der Baukosten abgedeckt. Anschließend errichteten örtliche Handwerksbetriebe die Kirche nach einem Entwurf der preußischen Bauabteilung in Berlin. Am 19. November 1893 weihte die Gemeinde das Gotteshaus schließlich ein. Die Kirche hatte zunächst keinen Turm, sondern einen Dachreiter mit Glocke. Der Altar ist ein Geschenk der Grafen von Wedel aus Leer.
An der Kirche befindet sich seit 1895 der neue Friedhof. Im Jahre 1908 wurde der Turm angebaut.
1978 bis 1980 erfolgte eine grundlegende Renovierung der Inneneinrichtung der Kirche. Dabei ließ die Gemeinde die bei früheren Renovierungen übermalte Ornamentik an den Innenwänden von Kirchenschiff und Chorraum sowie die Ausschmückung durch Spruchbänder in ursprünglicher Gestalt und Farbigkeit wiederherstellen. Außerdem wurden die im Laufe der Jahrzehnte mehrfach erfolgten Anstriche aller Holzteile, inzwischen stark nachgedunkelt, abgetragen und damit ein heller warmer Holzton gewonnen. Im Zuge der Renovierung wurden alle Dächer neu mit Schiefer eingedeckt und die Fenster neu verglast. Erhalten blieben lediglich die drei bunten Fenster im Chorraum. An der Nordseite des Chores entstand ein neuer Sakristeiraum und der Ziegelfußboden wurde durch einen Holzfußboden ersetzt. Der Innenraum erhielt drei neue Leuchter, während die alten Kronleuchter auf der Orgelempore und im Kirchenvorraum angebracht wurden. Im Jahr 2005 wurde ihr der Name Martin-Luther-Kirche verliehen.
Die Kirchengemeinde hat 4.980 Mitglieder (Stand: 2011). Damit sind drei Viertel der Moordorfer evangelisch-lutherischer Konfession. Die Gemeinde ist in zwei Pfarrbezirke unterteilt, die jeweils mit einer vollen Pfarrstelle besetzt sind.

## Orgel

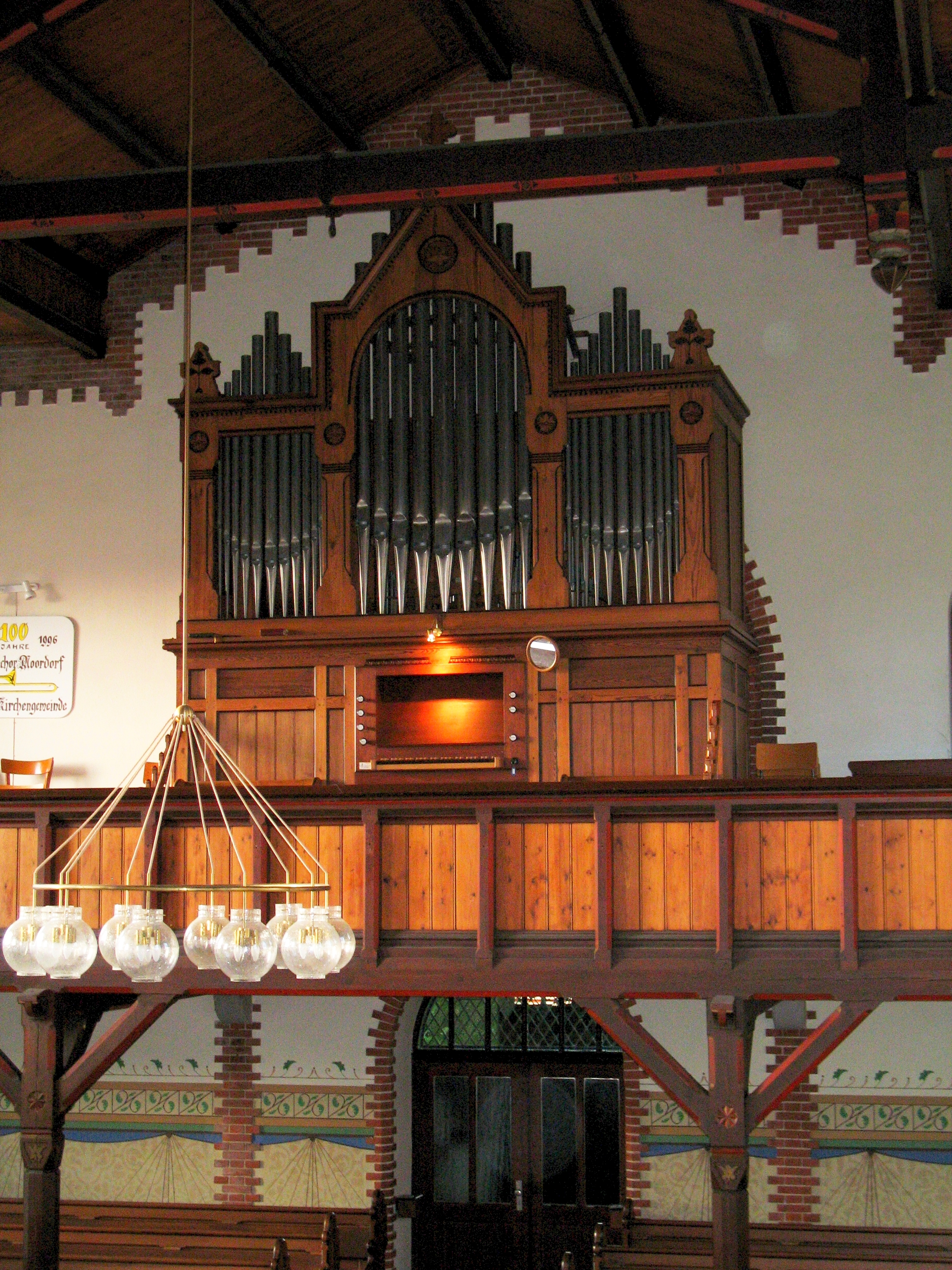
Orgel

Von der Orgel, die 1895 von Johann Diepenbrock aus Norden gebaut wurde, sind noch das Gehäuse und zwei von insgesamt sieben Registern original. Die Firma Alfred Führer renovierte 1976 das Instrument von Grund auf.